# Donker en licht
Donker en licht is het achtste studioalbum van Stef Bos uit 2003.

## Nummers
| Nr. | Titel                    | Schrijver(s)                                 | Duur |
| --- | ------------------------ | -------------------------------------------- | ---- |
| 1.  | Schepen in de ochtend    | Stef Bos                                     | 3:22 |
| 2.  | De leeuwenkuil           | Stef Bos                                     | 3:35 |
| 3.  | De eenzaamheid           | Stef Bos                                     | 5:09 |
| 4.  | Vergane glorie           | Stef Bos                                     | 3:56 |
| 5.  | Nog steeds               | Stef Bos                                     | 3:32 |
| 6.  | Zij weet                 | Rudi Genbrugge, Stef Bos                     | 3:41 |
| 7.  | Kroniek van een dorp     | Françis Wildemeersch, Stef Bos               | 4:59 |
| 8.  | Niemandsland             | Stef Bos                                     | 5:09 |
| 9.  | Kazazi                   | Stef Bos                                     | 2:01 |
| 10. | Liria                    | Jan van Looy, Françis Wildemeersch, Stef Bos | 5:24 |
| 11. | Engjelushe               | Stef Bos                                     | 3:48 |
| 12. | De optocht               | Stef Bos                                     | 5:04 |
| 13. | De overkant              | Stef Bos                                     | 3:20 |
| 14. | Verstild in steen        | Stef Bos                                     | 2:44 |
| 15. | Van voor af aan          | Peter de Rudder, Stef Bos                    | 4:10 |
| 16. | Ik mis jou (Bonus track) | Guy Brugmans, Stef Bos                       | 4:10 |